# Antun Dabinović
Antun Dabinović  (Trst, 15. studenoga 1882. – Trst, 31. listopada 1964.), hrvatski pravni povjesničar

## Životopis
Rođen u Trstu. Pravo završio u Grazu, studij filozofije započeo u Beču, a završio u Beogradu (1921.). Doktorat iz povijesti stekao u Beogradu (1927.). Srednjoškolski profesor u Novom Vrbasu, Kotoru i Zagrebu (1922. – 37.). Predavao je u Klasičnoj gimnaziji u Zagrebu od 1932. do 1938. godine.  Na Pravnom fakultetu u Zagrebu predavao hrvatsku pravnu povijest (1937. – 45.). Nakon 1945. živio u Trstu. Objavio niz radova iz hrvatske pravne povijesti. Sveučilišnim udžbenikom Hrvatska državna i pravna povijest (1940.) pravnu je povijest oslobodio juridičkoga formalizma, a povezao ju s razmatranjima društvenih procesa i političkih prilika.

## Djela
Glavna Dabinovićeva djela su Kotor pod Mletačkom republikom (1420–1797) (1934.), Narodni preporod Italije (1939.) i Otkada postoji kmetstvo? (1940.).